# El Chichón
El Chichón – wulkan znajdujący się w Meksyku.

## Początki
Wulkan El Chichon powstał kilka milionów lat temu. Jest to stratowulkan. Erupcje miały miejsce około 700 i 1300 roku. Od tamtej pory długo milczał. W 1930 roku wystąpiło silne trzęsienie ziemi, ale nie nastąpiła erupcja.

## Erupcja 1982[1]
Była to największa erupcja we współczesnej historii Meksyku, porównywalna do wybuchu Mount St. Helens w 1980 roku. Lokalne drżenia ziemi odczuwalne były już jesienią 1981 roku, ale dopiero 28 marca 1982 roku doszło do pierwszego wybuchu. Wkrótce wulkan pozornie uspokoił się, a mieszkańcy wrócili do domów. Jednak 3 i 4 kwietnia 1982 roku doszło do erupcji o maksymalnej sile. Zabiła ona około 1900 osób. Wulkan wyrzucił około 1 km³ popiołów. Od tamtej pory wulkan drzemie.